# Vintri (Salme)
Vintri – wieś w Estonii, w prowincji Sarema, w gminie Salme. Na południe od wsi znajduje się największa z trzech części rezerwatu przyrody Viieristi (est. Viieristi looduskaitseala).